# 卫国路街道
卫国路街道，是中华人民共和国辽宁省辽阳市白塔区下辖的一个乡镇级行政单位。2020年4月，将跃进街道、卫国路街道合并，命名为武圣街道。

## 行政区划
卫国路街道下辖以下地区：
八一社区、卫国社区、红楼社区、汀洲社区、惠民社区、轻工社区、辽纺社区、富虹社区和新民社区。